# 馬亞克 (梅利托波爾區)
46°52′50″N 35°6′40″E / 46.88056°N 35.11111°E
馬亞克（烏克蘭語：Маяк）是位於烏克蘭東南部的村莊，由扎波羅熱州梅利托波爾區的塞梅尼夫卡市鎮負責管轄。該村始建於1928年，面積0.2平方公里，海拔高度53米，2001年人口91，人口密度每平方公里455人。